# Asociación de Fútbol Profesional de Los Ríos
La Asociación de futbol Profesional de Los Ríos, de siglas AFPLR y más conocido por su acrónimo Aso Los Ríos, es una asociación deportiva de fútbol seccional de Ecuador.
Actualmente forma parte de la Federación Deportiva de Los Ríos como subdivisión y está afiliada a la Federación Ecuatoriana de Fútbol. Esta institución es la encargada de representar a sus clubes afilados, así como de organizar torneos profesionales de Segunda Categoría

## Historia
Fue fundada el 21 de abril de 1977 por los clubes de fútbol: San Camilo, Pacharacos, Fluminense y Rampla Jr., cuyos delegados firman al pie del presente, certifican  en esta fecha, que por la actitud marginadora de la actual administración de la Liga Deportiva Cantonal de Quevedo, se funda la Asociación de Fútbol Profesional de Los Ríos, institución que tiene como objetivo el fomento del fútbol profesional de la provincia.

## Clubes afiliados
| 1  | Club Sport Venecia                           | Babahoyo    |
| 2  | Fútbol Club Insutec                          | Quevedo     |
| 3  | Club Social Cultural y Deportivo Quevedo     | Quevedo     |
| 4  | Club Deportivo y Social Santa Rita           | Vinces      |
| 5  | Club Social y Deportivo Mocache              | Mocache     |
| 6  | Club Deportivo Fiorentina                    | Vinces      |
| 7  | Club Deportivo Montry                        | Vinces      |
| 8  | Club Social, Cultural y Deportivo San Camilo | Quevedo     |
| 9  | Club Social Cultural y Deportivo Patria      | Buena Fe    |
| 10 | Club Social Deportivo Río Babahoyo           | Babahoyo    |
| 11 | River Fútbol Club                            | Ventanas    |
| 12 | Club Deportivo Corinthians                   | El Empalme  |
| 13 | Club Deportivo Nápoli                        | Valencia    |
| 14 | Club Deportivo Vendaval Fluminense           | Puebloviejo |
| 15 | Club Deportivo Ciudad de Quevedo             | Quevedo     |

| 1 | Club Social, Cultural y Deportivo El Guayacán         | Ventanas   |
| 2 | Club Segundo Hoyos Jácome                             | Quevedo    |
| 3 | Independiente Fútbol Club                             | Babahoyo   |
| 4 | Club Social, Cultural y Deportivo Jóvenes Deportistas | Quinsaloma |
| 5 | Liga Deportiva Universitaria de Quevedo               | Quevedo    |
| 6 | Club Deportivo Emelrios                               | Babahoyo   |
| 7 | Club Social Cultural Fluminense                       | Babahoyo   |
| 8 | Club Deportivo La Cuarenta                            | Ventanas   |

## Campeonatos
| Equipo               | Campeonatos | Subcampeonatos | Años campeón |
| -------------------- | ----------- | -------------- | ------------ |
| Venecia              | 8           | 7              |              |
| Deportivo Quevedo    | 8           | 4              |              |
| Santa Rita           | 8           | 3              |              |
| San Camilo           | 6           | 4              |              |
| Emelríos             | 4           | 0              |              |
| Insutec              | 3           | 3              |              |
| Liga de Quevedo      | 3           | 1              |              |
| Río Babahoyo         | 2           | 0              |              |
| Fluminense           | 1           | 4              |              |
| Deportivo Mocache    | 1           | 2              |              |
| El Guayacán          | 1           | 1              |              |
| Patria               | 1           | 1              |              |
| Nápoli               | 1           | 0              |              |
| Segundo Hoyos Jácome | 0           | 3              |              |
| La Cuarenta          | 0           | 1              |              |
| River F. C.          | 0           | 1              |              |